# J.A. Kørbing
Johannes Alfred Kørbing (født 16. november 1885 i København, død 5. februar 1982 i Sions Sogn, København) var en dansk ingeniør og tidligere direktør for DFDS.
Kørbing blev uddannet fra ingeniørskolen på Orlogsværftet i 1907, læste skibsbygning og skibsmaskinebygning ved Technische Hochschule i Charlottenburg 1908–1910. I 1912 udnævntes han til værftsingeniør på Orlogsværftet og 1919 til underdirektør samme sted. Han overtog i 1921 stillingen som teknisk direktør i Det Forenede Dampskibs-Selskab (DFDS) og udnævntes efter direktør A.O. Andersens død i 1934 til administrerende direktør for selskabet.
Han indtrådte samtidig med sin tiltræden som direktør i bestyrelsen for en række tilknyttede virksomheder, eksempelvis Helsingør Skibsværft og Maskinbyggeri (frem til 1964) og Frederikshavn Værft og Flydedok (til 1965), ligesom han gennem mange år var bestyrelsesmedlem i Aarhus Flydedok. Derudover sad han gennem 34 år i bestyrelsen for De forenede Bryggerier, heraf 27 år som formand. Han blev i 1939 valgt til formand for Dansk Dampskibsrederiforening, Søfartsrådet og Fragtnævnet og stod således i spidsen for Danmarks skibsfart under 2. verdenskrig. Han brugte også tiden under krigen på at planlægge DFDS' ekspansion efter krigen. Fra 1949 til 1967 var han endvidere formand for Danmarks Nationalbanks bestyrelse og repræsentantskab.
J.A. Kørbing fratrådte som DFDS' direktør i 1955, hvor han blev bestyrelsesformand for virksomheden. Han var den centrale figur i modstanden mod Knud Lauritzens forsøg på at overtage indflydelse og måtte i april 1964 forlade bestyrelsen øjeblikkeligt til fordel for en kandidat, der var udpeget af J. Lauritzen.
Han blev ridder af Dannebrog i 1920, dannebrogsmand i 1930, kommandør af 2. grad af Dannebrog i 1938 og kommandør af 1. grad af Dannebrog i 1949.
J.A. Kørbing var gift med Hannah Holmen. Parret fik datteren Aase og sønnen Kay, der blev arkitekt. 
J.A. Kørbing er begravet på Hellerup Kirkegård.